# Бакі Барнс (Marvel Comics)
Ба́кі (англ. Bucky) — ім'я декількох вигаданих персонажів з коміксів американського видавництва Marvel Comics. Оригінальний — Джеймс Б'юкенен (Бакі) Барнс (англ. James Buchanan «Bucky» Barnes) був створений Джо Саймоном і Джеком Кірбі як партнер Капітана Америки і вперше з'явився в Captain America Comics № 1 в березні 1941 року. У 2005 році оригінальний Бакі був повернутий після передбачуваної смерті як Зимовий солдат (англ. Winter Soldier), а в 2008 році після смерті Стіва Роджерса став Капітаном Америкою.

## Історія публікацій
Під час створення перших ескізів пригод Капітана Америки для Marvel Comics художник Джо Саймон включив в них молодого напарника Роджерса.
Після дебюту персонажа в Captain America Comics № 1 в березні 1941 року Бакі Барнс з'явився поряд з іншими, більш відомими персонажами серії, а також став членом команди юних героїв Молоді союзники. Після закінчення війни, коли популярність супергероїв пішла на спад, Бакі з'явився разом з Капітаном Америкою у двох опублікованих випусках пригод першої команди супергероїв Timely / Marvel — Загін Переможців, у випусках All Winners Comics № 19 і 21 (осінь-зима 1946 року). У 1948 році Бакі імовірно загинув (пізніше з'ясувалося, що він був важко поранений і позбувся руки), і його місце напарника Стіва Роджерса зайняла його подруга, Бетсі Росс, яка стала відома як Золота Дівчинка. Комікс про Капітана Америку закінчився після № 75 в 1950 році, після того як жанр супергероїв перестав бути популярним. 
Капітан Америка і Бакі повернулися в грудні 1953 року разом з іншими персонажами Timely Comics у випуску Young Men № 24, опублікованому вже Marvel Comics спільно з Atlas Comics. Разом з «Капітаном Америкою — нищителі комуністів» Бакі з'явився в двох випусках, номери яких продовжували нумерацію перерваної серії, а також в декількох сюжетах, опублікованих протягом року. Але у зв'язку з низьким рівнем продажів серія була припинена після випуску Captain America № 78 у вересні 1954 року. 
Серія отримала продовження, починаючи з The Avengers № 4 (березень, 1964 року), де пояснювалося, що Капітан Америка і Бакі Барнс пропали безвісти після Другої світової війни і були таємно замінені за наказом тодішнього американського президента Гаррі Трумена, але під тими ж псевдонімами . Бакі ж був введений в стан анабіозу, про що він згадує в The Avengers № 56 у вересні 1968 року.
У 2005 році автор серії про Капітана Америці Ед Брубейкер повернув Барнса в сюжет після його передбачуваної смерті після війни. За новою версією, офіційний статус Бакі  як підручного Капітана Америки був лише прикриттям — в шістнадцять років він був навчений навичкам шпигунства, володінню зброєю і техніці вбивств.
Смерть Бакі була помітною і була відзначена як одна з небагатьох остаточних смертей супергероїв коміксів, які не були повернуті через деякий час. Серед шанувальників коміксів існував афоризм, який називався «Умова Бакі»: «Ніхто не залишиться мертвим, крім Бакі, Джейсона Тодда і дядька Бена». Тим не менше, всі троє згодом були повернуті до життя в різних всесвітах в 2006 році, але дядько Бен виявився альтернативним Беном з паралельної реальності.
Пізніше смерть Бакі пояснювалася тим, що у всесвіті Marvel фактично немає таких юних напарників супергероїв, бо це йде врозріз з їхніми поглядами: відповідальність супергероя за напарника надто велика, як і рівень небезпеки для молодого партнера. Одним з супротивників введення помічників супергероїв був Стен Лі, який в 1970-х роках сказав, що «проблема появи підлітка-напарника у супергероя була як мозоль на п'яті». Роджер Стерн і Джо Бірн, навпаки, обмірковували варіант повернення Барнса, перш ніж остаточно відкинути персонажа. У 1990-х року, один з творців Джек Кірбі на питання про розмовах з приводу повернення Бакі відповів: «Я не проти того, щоб Бакі повернувся. Він символізує підлітка, і сам він вічний підліток; він універсальний персонаж».
У 2005 році Бакі повернувся як найманець — Зимовий солдат, а в 2008 році, після передбачуваної смерті Капітана Америки, Бакі став його наступником — новим Капітаном Америкою, ким і залишався і після повернення Стіва Роджерса. Незабаром Бакі звинуватили у злочинах, скоєних ним як Зимовим солдатом. Він був заарештований. У кросовері 2011 Fear Itself Бакі загинув, проте незабаром виявилося, що він живий. Оскільки офіційно він значився злочинцем, і ніхто, крім Стіва, Ніка Ф'юрі і Вдови, не знав про те, що він не помер, Баки пішов у підпілля. 

## Вигадана біографія

### Походження і Друга світова війна
Джеймс Барнс народився в місті Шелбівілль (штат Індіана) в 1917 році. Він рано залишився сиротою: його мати померла, коли він був дитиною, а батько військовослужбовець загинув під час одного з тренувань у військовому таборі в 1937 році. Джеймс залишився жити в таборі, всіляко допомагав солдатам і був для них свого роду талісманом. Ставши підлітком, він за короткий термін став підкованим у військовій життя і незабаром познайомився з молодим і недосвідченим солдатом Стівом Роджерсом. Це сталося в той час, коли повідомлення про таємничого Капітана Америку стали з'являтися в газетах і випусках новин. Барнс захоплювався Капітаном Америкою і з цікавістю слухав всі новини про нього. 
У 1940 році Бакі випадково побачив, як Стів Роджерс одягав костюм Капітана Америки. Бакі пообіцяв зберегти секрет Роджерса і, після того як пройшов курс навчання, став молодим напарником Капітана Америки. У той момент Барнсу було всього 15 років, і він став символом для американської молоді тих часів. Разом з Роджерсом він бився з Червоним Черепом. Протягом декількох місяців він тренувався під керівництвом Капітана Америки. Вони боролися з нацистами в Сполучених Штатах і за кордоном, разом входили в організацію Загарбники, у складі якої протистояли Майстер Мену. В цей же час Бакі та інші підручні супергероїв об'єдналися в команду Молоді союзники.
Наприкінці війни, в 1945 році, Бакі і Капітан Америка намагалися зупинити лиходія на ім'я Барон Земо від викрадення експериментального безпілотного літального апарата. Земо запустив літак, помістивши в нього вибухівку. Бакі, який опинився разом з Роджерсом на борту літака, спробував знешкодити бомбу, але вона вибухнула в повітрі, не досягнувши наміченої мети. Бакі імовірно загинув в момент вибуху, Роджерс занурився в крижані води Атлантичного океану і впав в анабіоз. Пізніше Месники визволили тіло Капітана Америки з льодів.
Через багато років, Капітан Америка дізнався, що у Бакі була сестра, Ребекка, з якою його розлучили в дитинстві. Після своєї передбачуваної смерті Бакі з'явився лише одного разу — під час нападу Грандмастера, коли той відродив убитих друзів і ворогів Месників у вигляді ілюзій. Стів Роджерс бився з Бакі і здобув перемогу, після чого ілюзія зникла. 

### Зимовий солдат
Після вибуху літака генерал Василь Карпов і екіпаж радянського підводного човна знайшли збережене тіло Бакі. З'ясувалося, що після вибуху він вижив, встигнувши зістрибнути, але втратив ліву руку. Крім того, у нього виявилося пошкодження мозку і амнезія. Бакі перевезли до Москви і ввели в стан анабіозу. У 1955 році Бакі повернувся, радянські вчені створили йому біонічну руку, яка замінила йому справжню і дала деякі додаткові здібності. 
Не тямлячи нічого про своє минуле, Бакі перетворився на найманця Департаменту Ікс — Зимового Солдата. Ставши ідеальним вбивцею, він працював на уряд США і проти нього. Будучи радянським агентом, мав нетривалі стосунки з «Чорною вдовою» Наталією Романовою. У вільний від місій час Зимового солдата поміщали в криогенну капсулу, де він зберігався в стані анабіозу, щоб уповільнити старіння.
У 1968 році Зимовий солдат убив Джан Чин, з якою він познайомився під час Другої світової. Відомо, що він також допоміг Росомасі у втечі з програми Зброя ікс, а також убив його вагітну дружину Ітсу, але син Дакен зумів вижити.
За наказом колишнього радянського генерала Олександра Лукіна Зимовий солдат повинен був убити Червоного черепа і Джека Монро і забрати у них Космічний куб. Підірвавши бомбу у Філадельфії (штат Пенсільванія), Барнс вбив сотні людей, але добув Куб для Лукіна. Під час розслідування Нік Ф'юрі дізнається про існування радянського агента Зимового солдата, а пізніше Капітан Америка з'ясовує його справжню особистість. Він вистежує Барнса і за допомогою Куба повертає йому спогади. Згадавши своє минуле, Бакі мучиться почуттям провини за скоєні ним вбивства як найманцем і за допомогою Куба телепортується в старий військовий табір, в якому ріс.
Після цього Барнс з'являється в Лондоні і допомагає Капітану Америці у відбитті терористичного нападу. Він просить Ніка Ф'юрі дати йому роботу, а також полагодити його біонічну руку. Після подій Громадянської війни супергероїв допомагає Ф'юрі спланувати втечу заарештованого Стіва Роджерса. Перш ніж їм вдається довести план до кінця, Стів Роджерс гине. Баки жадає помститися за смерть друга і напарника, вирішивши вбити Тоні Старка — лідера супергероїв, які виступали за реєстрацію. З'ясувавши, що Старк уповноважений призначити нового Капітана Америку, Зимовий солдат краде вібраніумо-сталевий щит Роджерса у своєї колишньої коханої Чорної вдови. Барнс вирушив до Росії, щоб знайти Лукіна і дізнатися, що він і є Червоний череп, після того як його свідомість перемістилася в Лукіна за допомогою сили Куба. Барнс був схоплений солдатами Лукіна, але йому вдалося протистояти силі психіатра доктора Фаустуса.

### Новий Капітан Америка
Після втечі від Доктора Фаустуса Бакі заарештовують агенти Щ.И.Т., але йому вдалося втекти і напасти на Тоні Старка, якого він звинувачував у смерті Стіва Роджерса. Бакі вдалося деактивувати його броню, але під час сутички він дізнався про конверт, який передав Старку Стів Роджерс незадовго до своєї смерті. У листі Роджерс просив Старка доглянути за Бакі, не дати йому зануритися в гнів, злість і помсту, і простежити, щоб костюм Капітана Америки дістався йому. Старк пропонує Бакі прийняти посаду Капітана Америки, і той погоджується тільки при виконанні двох умов: він буде працювати в повній автономії і стане незалежним агентом, і всі організації, включаючи Щ. И. Т. та Ініціативу не будуть вимагати від нього звіту про дії та віддавати накази. Така домовленість є незаконною і йде врозріз із законом про реєстрацію супергероїв, який підтримував Тоні Старк під час Громадянської війни. Незважаючи на це Старк погоджується і надає всіляку підтримку новому Капітану Америці, особа якого тепер уже була таємницею. Бакі надягає новий костюм з адамантієвим покриттям, а також носить пістолет і ніж. Бакі і його союзники протистоять Червоному Черепу і успішно рятують кандидата в президенти від вбивства. У той же час у нього знову починають розвиватися романтичні стосунки з.

## Сили і здібності
Бакі в чудовій фізичній формі. Під час Другої світової війни він придбав навички володіння бойовими мистецтвами, вогнепальною та холодною зброєю, гранатами, не раз демонстрував точність пострілів навіть у складних погодних умовах. Крім цього Бакі — відмінний розвідник, і під час періоду перебування Зимовим солдатом він покращив свої навички стеження і шпигунства. Він володіє кількома мовами, включаючи іспанську, португальську, французьку, японську.
Ліва рука Барнса — біонічна, яка здатна функціонувати, навіть якщо відокремлена від тіла. Вона дає йому деякі додаткові можливості, наприклад, збільшену силу, здатність випускати електричний заряд, генерувати електромагнітні імпульси, здатні виводити з ладу електроніку. На його лівій долоні знаходяться випромінювачі, які дозволяють приховувати металеві предмети (зброю, ножі) при проходженні через металодетектори. Нік Ф'юрі за допомогою системи голограм замаскував його руку так, щоб вона виглядала як справжня.
Як Капітан Америка Бакі володіє унікальним щитом з вібраніумо-сталевого сплаву і амортизуючим костюмом з кевлара і з адамантієвим покриттям. Крім щита Бакі часто користується метальними ножами, гранатами і вогнепальною зброєю.

## Поза коміксами

### Мультсеріали
- The Marvel Super Heroes (1966) — Бакі з'являвся під час серій про Капітана Америку.
- Месники: Могутні Герої Землі (2010 — 2013) — озвучений акторами Скоттом Менвілом (молодий Бакі) і Джоном Каррі (Зимовий Солдат).
- The Super Hero Squad Show (2009 — 2011) — озвучений актором Родом Келлером.
- Месники: Загальний Збір (2013—2019) — у різних серіях озвучений Бобом Бергеном, Роджером Крейґом Смітом, Роббі Деймонд та Меттом Лентером.

### Мультфільми
- Бакі з'явився в повнометражному анімаційному фільмі «Ultimate Месники» (2006).

### Серіали
- В одній з серій «Агентів Щ. И.Т.» Бакі згадується на стіні вшанування пам'яті загиблих у Академії Щ. И.Т.а.
- У березні 2021 року на сервісі Disney+ вийшов серіал «Сокіл та Зимовий солдат», який є частиною Кіновсесвіту Marvel. Роль Бакі виконав Себастіан Стен.

### Фільми
- У фільмі Кінематографічного всесвіту Marvel 2011 року «Перший месник» роль Бакі Барнса виконав актор Себастіан Стен
- У сиквелі фільму «Перший месник», «Перший месник: Друга війна» (2014) Бакі з'являється як Зимовий солдат, його роль також виконує Стен[21].
- Бакі Барнс у виконанні Себастіана Стена з'являється в сцені після титрів фільму «Людина-мураха» (2015).
- Стен повторив роль Бакі у фільмі «Перший месник: Протистояння» 2016 року[22]. У фінальній битві персонаж прийняв сторону Капітана Америка.
- Бакі з'являється у сцені після титрів стрічки «Чорна Пантера» 2018 року. Шурі називає героя Білим Вовком.
- Наступним фільмом з участю Бакі Барнса є «Месники: Війна Нескінченності». Персонаж допомагає героям при атаці військ Таноса на Ваканду. Після клацання Таноса першим розчиняється саме Бак.
- Також Бакі з'являється у фіналі фільму «Месники: Завершення», як один з героїв, яких повернув до життя Халк.

### Відеоігри
- У грі Marvel: Ultimate Alliance Бакі, озвучений американським актором Кріспіном Фріманом, виступає як Зимовий солдат.
- У грі Marvel: Ultimate Alliance 2 Бакі з'являється як Зимовий солдат.
- У грі Marvel Super Hero Squad: The Infinity Gauntlet Бакі був озвучений Родом Келлером.
- Бакі, озвучений актором Себастіаном Стеном, що грає героя у фільмах, з'являється у грі Captain America: Super Soldier, заснованій на фільмі «Перший Месник».
- Персонаж з'являється у Marvel Super Hero Squad Online як босс у грі, а потім ігровий персонаж (Зимовий Солдат) і як варіація костюму Капітана Америка.
- Також один з костюмів Капітана у грі Ultimate Marvel vs. Capcom 3 заснований на костюмі Барнса під цим іменем.
- У DLC «Super Pack» до гри Lego Marvel Super Heroes Бакі є керованим персонажем.
- У грі Marvel Heroes 2015 Бакі з'являється як Зимовий солдат і так само є ігровим персонажем.
- Зимовий Солдат є ігровим персонажем у Facebook-грі Marvel: Avengers Alliance.
- Ще Зимовий Солдат виступає героєм у мобільній грі-файтингу Marvel: Contest of Champions.
- Бакі з'являється як помічник у грі Disney Infinity: Marvel Super Heroes.
- Бакі є ігровим персонажем та з'являється у сюжетній лінії гри Lego Marvel's Avengers. Озвучений Скоттом Портером.
- Зимовий Солдат також є у мобільній відеогрі Marvel: Future Fight.
- Зимовий Солдат виступає DLC-персонажем у Marvel vs. Capcom: Infinite. Скотт Портер знову озвучував персонажа.
- Бакі під іменем Зимового Солдата є ігровим персонажем у Lego Marvel Super Heroes 2.

## Критика та відгуки
У травні 2011 року Бакі зайняв 53 місце в списку 100 найкращих героїв коміксів за версією IGN.
Також у 2012 році Зимовий Солдат посів 8 місце у списку 50 найкращих Месників за думкою видання IGN.